# Ahmed Gebrel
Ahmed Gebrel (22 de janeiro de 1992, O Cairo) é um nadador palestiniano nascido em Egipto, sendo filho de pai palestiniano e mãe egípcia.
Participou nos Jogos Olímpicos de Londres 2012 no evento 400 metros estilo livre masculino, terminando no posto 27 nas eliminatórias. Terminou terceiro em sua série, no entanto, e rompeu sua melhor marca pessoal de 9,89 segundos. A falta de instalações adequadas em Palestiniana, treinou para os Jogos Olímpicos em Barcelona, Espanha, por um período de quatro meses.
Não conseguiu classificar para os Jogos Olímpicos de Rio de Janeiro 2016 mas conseguiu um convite da Federação Internacional de Natação para participar no evento de 200 metros estilo livre masculino, sendo o único atleta palestiniano em ter participado em duas ocasiões nos Jogos Olímpicos. Para esta ocasião voltou a treinar em Barcelona.